# Freschluneberg
Freschluneberg (niederdeutsch Lunbarg) ist ein Ortsteil der Ortschaft Lunestedt, die zur Einheitsgemeinde Beverstedt im niedersächsischen Landkreis Cuxhaven gehört.

## Geografie
(Quelle:)

## Geschichte

### Eingemeindungen
Am 1. Juli 1968 fand durch eine Gebietsreform ein Zusammenschluss aus den Gemeinden Freschluneberg und Westerbeverstedt (niederdeutsch Westerbeverst) statt, woraus die Gemeinde Lunestedt (niederdeutsch Luunst) entstand. 1971 wurde die Gemeinde Lunestedt eine der neun Mitgliedsgemeinden der Samtgemeinde Beverstedt.
Am 1. November 2011 wurde das zuvor selbständige Lunestedt eine Ortschaft in der Einheitsgemeinde Beverstedt (niederdeutsch Beverst).

### Einwohnerentwicklung
| Jahr      | 1910  | 1925  | 1933  | 1939  | 1950  | 1956  |
| --------- | ----- | ----- | ----- | ----- | ----- | ----- |
| Einwohner | 333   | 385   | 420   | 419   | 733   | 618   |
| Quelle    | [ 5 ] | [ 6 ] | [ 6 ] | [ 6 ] | [ 1 ] | [ 1 ] |

|  |

## Wappen
Der Entwurf des Kommunalwappens von Freschluneberg stammt von dem Heraldiker und Wappenmaler Albert de Badrihaye, der zahlreiche Wappen im Landkreis Cuxhaven erschaffen hat.
| Wappen von Freschluneberg | Blasonierung: „In Blau über einem silbernen Wellenbalken eine zunehmende silberne Mondsichel.“                       |
| Wappen von Freschluneberg | Wappenbegründung: Die zunehmende Mondsichel weist auf die Deutung „fresch = neu“ hin, der Wellenbalken auf die Lune. |

## Bauwerke

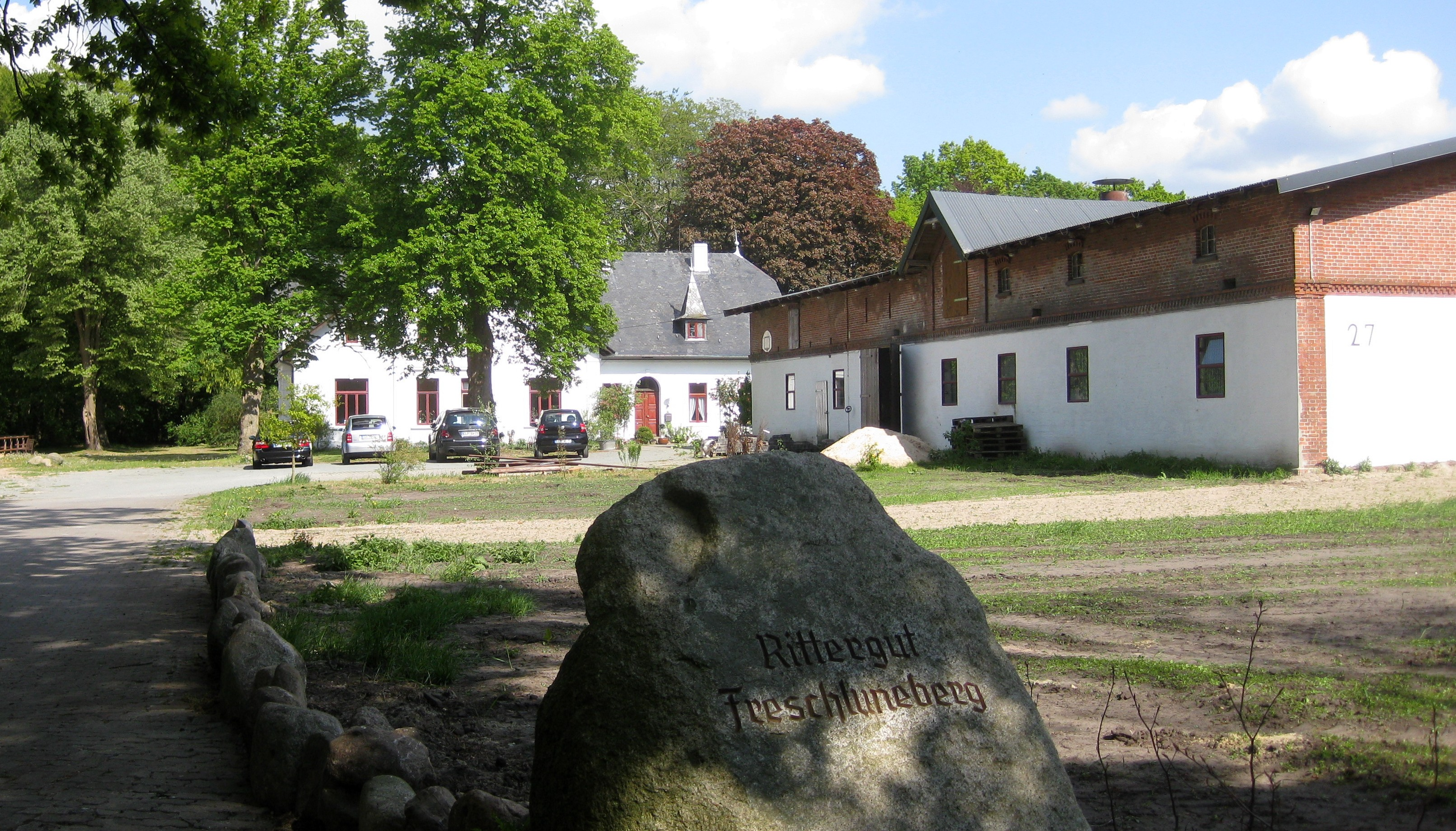
Gut Freschluneberg

- Großsteingräber bei Freschluneberg (die drei Grabanlagen wurden in den 1840er Jahren zerstört)
- Gut Freschluneberg

## Personen, die mit dem Ort in Verbindung stehen
- Johann Ganten (1855–1936), Pädagoge und Mitbegründer des Bremerhavener Bürgerparkes, starb in Freschluneberg